# Bava Park
El Bava Park o Parque Bava es un recinto deportivo ubicado entre la calle Bava y Bisini Road en la ciudad de Puerto Moresby, la capital de Papúa Nueva Guinea. Es utilizado generalmente para encuentros de fútbol y rugby. Tiene una capacidad para recibir 5000 espectadores.
Fue una de las 4 sedes que fue escogida por la FIFA que recibieron partidos de la Copa Mundial Femenina de Fútbol Sub-20 de 2016. En el estadio se jugaron 4 de los partidos del grupo B y uno del grupo C y D.